# بول شير
بول شير (بالإنجليزية: Paul Scheer)‏ هو مدون صوتي ومنتج تلفزيوني وكاتب سيناريو وممثل أمريكي، ولد في 31 يناير 1976 بنيويورك في الولايات المتحدة.

## أعمال

### أفلام
- (2015) منزل أبي[6][7][8]
- (2016) جيش من واحد
- (2017) الفنان الكارثة

### مسلسلات
- العرض المتأخر مع ديفيد ليترمان
- كان ياما كان
- مودرن فاميلي

## وصلات خارجية
- بول شير على موقع IMDb (الإنجليزية)
- بول شير على موقع ألو سيني (الفرنسية)
- بول شير على موقع ميوزك برينز (الإنجليزية)
- بول شير على موقع أول موفي (الإنجليزية)
- بول شير على موقع قاعدة بيانات الأفلام السويدية (السويدية)
- بول شير على موقع إن إن دي بي (الإنجليزية)
- بول شير على موقع ديسكوغز (الإنجليزية)
- بول شير على موقع قاعدة بيانات الفيلم (الإنجليزية)
- بول شير على موقع كينوبويسك (الروسية)